# 皇輿全覧図

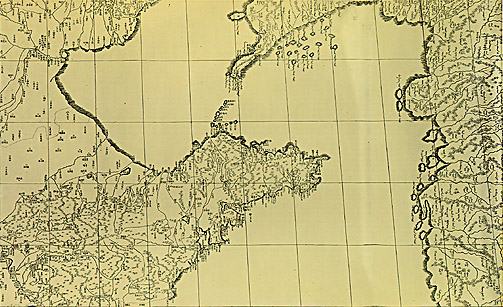
『皇輿全覧図』山東半島周辺

『皇輿全覧図』（こうよぜんらんず）は、中国清代の康熙57年（1718年）イエズス会士のブーヴェらが康熙帝に献上した、中国全土の地図。中国最初の実測図。『康熙図』などともいう。

## 背景・内容
明代末期・万暦30年（1602年）のマテオ・リッチ『坤輿万国全図』をはじめ、イエズス会士は中国に最新の世界地図を伝えていた。
清代の康熙46年（1707年）、康熙帝がイエズス会士のブーヴェ、レジス、ジャルトゥーらに中国地図の製作を命じた。背景として、1689年のネルチンスク条約などを踏まえた国防上の必要性、康熙帝の西洋数学への関心、フランス王立アカデミーにおける中国研究の高まりなどがあった。
以降、1708年から1717年の10年間にわたり、イエズス会士と中国人により測量旅行と製図が行われた。地図学の手法として、中国伝統の方格図法に代わり、三角測量・梯形投影法・経緯線などが使われた。レジスの測量隊は沿海地方やチベットの先駆的調査をした。チョモランマ（エベレスト）の標高測定も行われた。マッテオ・リパは銅版製作を命じられた。

## 影響
本作は後世の中国地図の多くに影響を与え、後継作の『雍正十排図』『乾隆十三排図』、『古今図書集成』『大清一統志』所収の地図などに利用された。ヨーロッパ諸国にも版本や調査報告が伝わり、特にフランスのダンヴィルの中国地図（デュアルド『中国誌』所収）に利用された。
江戸時代の日本にも『古今図書集成』などを介して伝わり、木村蒹葭堂・山田聯（山田慥斎）・高橋景保・馬場貞由・近藤重蔵らに受容された。北方探検で未踏だったサハリン北部の資料としても利用された。
現代では、尖閣諸島問題をめぐる日中間の議論でも参照されている。

## 伝本・研究
伝本は長らく失われていたが、20世紀に複数再発見された。1929年、瀋陽故宮から再発見されると、金梁・翁文灝・フックス・黒田源次らが研究を開拓した。以降、中国内外に伝本が確認されている。伝本は木版分域図と銅版連接図の二種に大別される。
成立経緯の史料として、檔案や『聖祖実録』、デュアルド『中国誌』、『イエズス会士中国書簡集』などがある。